# Campionat del Món de motociclisme de velocitat de 50cc
El Campionat del Món de motociclisme de velocitat de 50cc, regulat per la FIM, fou la màxima competició internacional de motociclisme de velocitat en la cilindrada de 50 cc. Coneguda com a "classe de 50 cc" (en anglès, 50 cc class), era una de les diverses categories en què es disputava el Campionat del Món, amb les seves curses formant part dels Grans Premis al costat de les de les altres cilindrades. Es disputà entre 1962 i 1983, essent substituïda per la categoria de 80cc a partir de la temporada de 1984.

## Història
La primera idea d'un Campionat Mundial per a motos de 50 cc es remunta a finals de la dècada del 1950, després de l'establiment, en diversos països, de campionats reservats per a aquesta cilindrada.
El 1961, la FIM, responent a peticions cada vegada més urgents, va establir la Copa d'Europa, una sèrie de curses internacionals per a motos de 50 cc que havia de servir per a provar les regles d'una futura Copa del Món. El fabricant alemany Kreidler va destacar a la competició i en va guanyar cinc de les vuit curses. Derivada d'un model de carretera, la Kreidler tenia bastidors més lleugers, culata i cilindres modificats i dos carburadors Bing de 16 mm (més tard, 17 mm), a més de frens i suspensions millorats. El motor lliurava 18 CV, arribava a 18.000 rpm i propulsava la petita moto a uns 160 km/h.
Atès l'èxit de la Copa d'Europa, la FIM va introduir el 1962 la nova cilindrada entre les del Campionat del Món. Aquella primera edició la va guanyar Suzuki, amb Ernst Degner de pilot. Aquest, antic pilot de la MZ 125, havia fugit de la RDA amb la seva família i, sobretot, amb els secrets de la ràpida MZ de dos temps. La Suzuki RM 62, de fet, reprenia un prototip de la MZ dissenyat pel reconegut enginyer alemany oriental Walter Kaaden. Suzuki competí contra la Kreidler, amb motor de dos temps i una caixa de canvis de 12 velocitats (amb quatre marxes i tres reductores), i l'Honda CR 110, amb motor monocilíndric de quatre temps amb distribució de quatre vàlvules de doble arbre de lleves. Després d'uns anys, la lluita pel títol es va restringir als dos fabricants japonesos, amb Kreidler com a actor secundari (limitat com estava pel fet de derivar les seves motocicletes d'un model de carretera, mentre Honda i Suzuki desenvolupaven projectes innovadors). El motor bicilíndric de 4 temps amb distribució de doble d'arbre de lleves de l'Honda CR 114, campiona del món el 1965, arribava a les 22.000 rpm.
El domini japonès va acabar amb la temporada del 1968: per tal de limitar els costos i donar algunes possibilitats de victòria als fabricants europeus, la FIM va introduir la limitació dels motors a un sol cilindre i, a partir del 1970, del nombre de velocitats a 6. Suzuki va haver d'abandonar el desenvolupament del seu nou motor de tres cilindres de 50 cc, format per elements tan petits que va haver de recórrer a la tasca de cisellers i rellotgers per a fabricar-los i muntar-los. Aprofitant la nova normativa, el 1969, la catalana Derbi va aconseguir el mundial a mans d'Ángel Nieto, títol que ambdós repetirien el 1970. La temporada de 1971 va ser la del primer triomf de Kreidler, que va córrer aquell any sota la bandera de l'importador holandès Van Veen. El campionat de 1972 va ser singular, resolt al darrer segon en sentit literal: atès que tant Nieto com Jan de Vries (el campió vigent) havien aconseguit el mateix nombre de punts, de victòries i de segons llocs, es va decidir determinar el guanyador sumant els temps de les curses en què havien acabat tots dos. L'espanyol es va imposar per només 21 segons i mig. L'holandès se'n va refer el 1973.
Kreidler va repetir el triomf a les temporades de 1974 i 1975 amb l'holandès Henk Van Kessel i Nieto respectivament. L'espanyol passà l'any següent a Bultaco, marca amb la qual guanyà els títols de 1976 i 1977. El títol de 1978 se'l va endur, també amb Bultaco, el valencià Ricardo Tormo. Les temporades 1979 i 1980 varen ser per a Eugenio Lazzarini, l'únic campió del món italià dels 50cc. Després d'un segon títol de Tormo el 1981, el suís Stefan Dörflinger va guanyar el Campionat els anys 1982 i 1983 (en ambdós casos per davant de Lazzarini, ara amb Garelli).
La temporada de 1983 va ser la darrera de la classe de 50 cc. A partir de la temporada següent, la cilindrada màxima de la classe es va apujar a 80 cc.
Pel que fa a la identificació de la motocicleta, als 50cc els espais porta-números (un al davant i dos de laterals, un a cada banda) havien de ser blancs amb els números negres.

## Llista de campions
| Edició | Any  | Pilot                | Motocicleta   |
| ------ | ---- | -------------------- | ------------- |
| I      | 1962 | Ernst Degner         | Suzuki        |
| II     | 1963 | Hugh Anderson        | Suzuki        |
| III    | 1964 | Hugh Anderson        | Suzuki        |
| IV     | 1965 | Ralph Bryans         | Honda         |
| V      | 1966 | Hans-Georg Anscheidt | Suzuki        |
| VI     | 1967 | Hans-Georg Anscheidt | Suzuki        |
| VII    | 1968 | Hans-Georg Anscheidt | Suzuki        |
| VIII   | 1969 | Ángel Nieto          | Derbi         |
| IX     | 1970 | Ángel Nieto          | Derbi         |
| X      | 1971 | Jan de Vries         | Kreidler      |
| XI     | 1972 | Ángel Nieto          | Derbi         |
| XII    | 1973 | Jan de Vries         | Kreidler      |
| XIII   | 1974 | Henk van Kessel      | Kreidler      |
| XIV    | 1975 | Ángel Nieto          | Kreidler      |
| XV     | 1976 | Ángel Nieto          | Bultaco       |
| XVI    | 1977 | Ángel Nieto          | Bultaco       |
| XVII   | 1978 | Ricardo Tormo        | Bultaco       |
| XVIII  | 1979 | Eugenio Lazzarini    | Kreidler      |
| XIX    | 1980 | Eugenio Lazzarini    | Kreidler      |
| XX     | 1981 | Ricardo Tormo        | Motul Bultaco |
| XXI    | 1982 | Stefan Dörflinger    | Kreidler      |
| XXII   | 1983 | Stefan Dörflinger    | Krauser       |

## Estadístiques

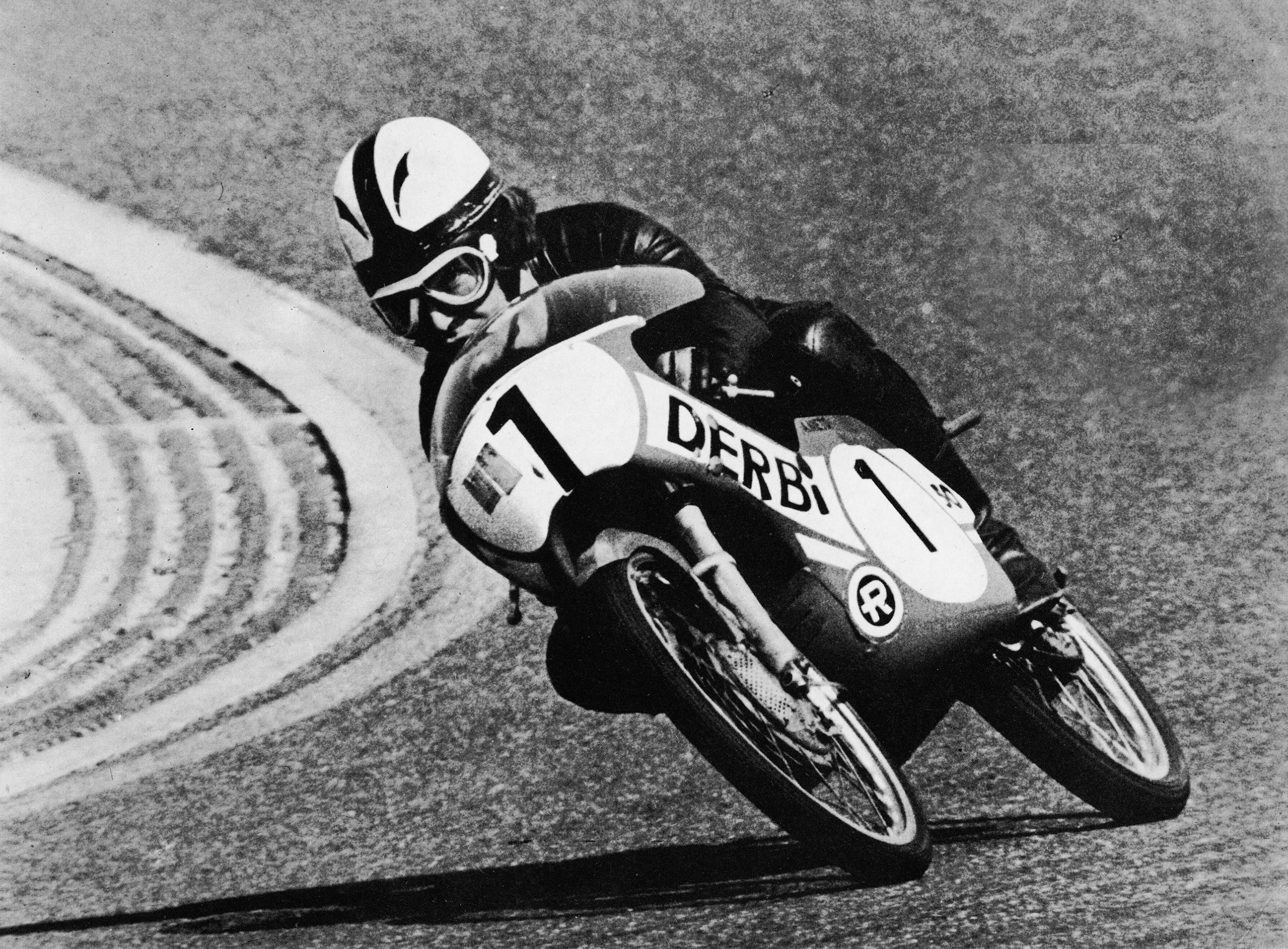
Angel Nieto amb la Derbi GP 50 cap a 1969

Es van disputar 22 temporades d'aquesta classe al campionat mundial, amb un total de 172 curses de Gran Premi. Amb sis títols mundials en total, Ángel Nieto fou qui més n'aconseguí en aquesta categoria específica, seguit de l'alemany Hans-Georg Anscheidt amb tres. Nieto també ostenta el rècord pel que fa al nombre de Grans Premis guanyats, amb 27 victòries, seguit per Eugenio Lazzarini amb 18 victòries i Ricardo Tormo amb 15. De nou pel que fa a les estadístiques dels pilots, l'estat que va obtenir la majoria de títols per pilot és Espanya amb 8 títols (6 per a Nieto i 2 per a Tormo), Alemanya segona amb 4 títols (3 per a Anscheidt i 1 per a Ernst Degner) i tercers els Països Baixos amb 3 (2 per a Jan de Vries i 1 per a Henk van Kessel). Amb 43 victòries obtingudes pels seus pilots, Espanya també lidera el rànquing de Grans Premis guanyats per estat, amb els Països Baixos segons amb 37 i Alemanya tercera amb 28.
Pel que fa a les motocicletes, Suzuki i Kreidler són les marques que han obtingut més títols mundials de fabricants, amb 5 títols i Bultaco és tercera amb tres (quatre si hom compta el títol de fabricant obtingut amb la denominació Motul Bultaco). Suzuki, amb sis títols, és el fabricant que ha obtingut més títols de pilots, mentre Kreidler en té 5 (set si hom compta dos títols de pilots guanyats com a Van Veen-Kreidler). Amb 65 victòries en cursa, Kreidler és el fabricant amb més victòries en Gran Premi, amb Suzuki segona amb 30 de guanyats.

### Campions múltiples
| Pilot                | Títols |
| -------------------- | ------ |
| Ángel Nieto          | 6      |
| Hans-Georg Anscheidt | 3      |
| Ricardo Tormo        | 2      |
| Hugh Anderson        | 2      |
| Stefan Dörflinger    | 2      |
| Eugenio Lazzarini    | 2      |
| Jan de Vries         | 2      |

### Títols per nacionalitat
| País             | Total |
| ---------------- | ----- |
| Espanya[1]       | 6     |
| Alemanya         | 4     |
| Països Baixos    | 3     |
| País Valencià    | 2     |
| Itàlia           | 2     |
| Nova Zelanda     | 2     |
| Suïssa           | 2     |
| Irlanda del Nord | 1     |
| Total            | 22    |

1. No s'hi compten els aconseguits per pilots valencians.